# Tyrannochthonius pinguis
Tyrannochthonius pinguis (лат.) — троглобионтный вид ложноскорпионов рода Tyrannochthonius из семейства Chthoniidae. Встречается в пещерах в Китае: провинция Гуйчжоу, Ziyun County, Daying Town, Daying Village, пещера Zharou Cave, под камнями и комьями в глубинной зоне (температура: 15°C, влажность: 90%) [25°29′11.07″N, 106°18′40.83″E], 1102 м над уровнем моря. Видовое название происходит от латинского слова «pinguis», означающего жир, что относится к увеличенному брюшку, присутствующему у этого вида.

## Описание
Длина тела около 2 мм. Цвет в целом бледно-жёлтый, хелицеры, педипальпы и тергиты немного темнее, мягкие части бледные. От близких видов отличаются следующими признаками: умеренно крупный трогломорфный вид с удлиненными придатками; карапакс без глаз или глазниц; передний край карапакса тонкий, мелкозубчатый, без эпистома; задний край карапакса с 2 волосками; тергиты I—IV с 2 волосками каждый. Педипальпы тонкие, бедро в 8,07—8,14 раз (самцы) и в 7,79—8,33 раз (самки) длиннее ширины; клешня в 7,45—7,95 раз (♂) и в 7,52 раза (♀) длиннее ширины; оба пальца клешни без интеркалярных зубцов, подвижные зубцы клешни заметно меньше неподвижных зубцов клешни.  Имеют длинные коксальные шипы; аподема подвижного пальца нормальная, не сложная или сильно склеротизованная; суббазальный трихоботрий расположен посередине между субтерминальным и базальным или ближе к субтерминальному. Вид был впервые описан в 2023 году китайскими арахнологами Yanmeng Hou, Zegang Feng и Feng Zhang из Хэбэйского университета (Hebei University, Баодин, Хэбэй) по типовым материалам из Китая.